# Región Metropolitana de Santiago
Región Metropolitana de Santiago är en av Chiles 15 regioner. Regionen är indelad i 6 provinser och 52 kommuner. Huvudstaden är Santiago de Chile, som också är landets huvudstad. Regionen är den till ytan näst minsta av Chiles regioner, men har den största folkmängden. Den är därmed landets mest tätbefolkade region.
Metropolitana de Santiago gränsar i norr till och väst till Región de Valparaíso, i syd till Región de O'Higgins och i Öst till grannlandet Argentinas provins Mendoza.

## Större orter
- Santiago de Chile
- Puente Alto
- San Bernardo
- Melipilla

## Historia
Det europeiska inflytandet i regionen inleddes år 1541, då staden Santiago de Chile grundades och även styrde hela territoriet. Senare växte städerna La Serena y Concepción fram, med egna administrativa råd för sina provinser, vilket minskade Santiago de Chiles område. Den 30 augusti 1826 bildades åtta provinser, varav provincia de Santiago var en. Det dröjde fram till 1980 innan Región Metropolitana bildades.

## Klimat
Región Metropolitana är den enda regionen i Chile som inte gränsar till Stilla havet. Klimatet i regionen liknar i stor utsträckning" det europeiska medelhavsklimatet, med en lång torr sommarperiod och en regnig vinter. Medeltemperaturen är 22 °C, med januari som den varmaste månaden, då temperaturen stiger till 30 °C eller mer. Den kyligaste månaden är juli, med växlande temperatur, vanligtvis cirka 15 °C.
Det mest karaktäristiska för regionens klimat är de kraftiga regnen, som kan orsaka ganska allvarliga tillstånd. Den årsgenomsnittliga nederbörden är 356,2 mm. Nederbörden, som främst sker under maj–augusti, kan variera mycket från år till år. Kring Colina och delvis även Santiago, finns också zoner med mer torrt klimat och med större termetiska variationer.
Bergskedjan som skiljer regionen från havskusten är den främsta orsaken till variationerna i klimatet. Det går att urskilja två klimattyper i regionen – en tempererad med långa torrperioder som vid medelhavet och det kalla klimatet uppe i Anderna som når ner till 0 °C. Här, på upp till 3000 meters höjd, övergår regnet till snö och is.

## Vegetation
Vegetationen karaktäriseras av övervägande bergskedjor, med dalar och stäppliknande slätter. Regionens stora folkmängd har orsakat en hel del skador i landskapets natur. Vegetationen har minskat märkbart och återfinns numera i stort sett endast i bergskedjornas sluttningar. Skogsbruket består framför allt av eukalyptus, poppel och furu.

## Ekonomi
Från 500 meters höjd återfinns sklerofylliska skogar som utmärker sig med sitt kraftiga, vintergröna lövverk som kräver mycket regn (400–1000 mm).År 2018 fanns 313 772 registrerade företag i regionen. Dess ekonomiska komplexitetsrankning (ECI) var 3,22, medan de ekonomiska aktiviteterna med mest påverkan på det så kallade ”avslöjade komparativa fördelarindexet” (VCR) var penntillverkning och produktion av kontorsartiklar (1,44), bostadsfondförvaltning (1,44) och fastighetsmäkleri (1,44).
| Provinser och kommuner i Región Metropolitana de Santiago | Provinser och kommuner i Región Metropolitana de Santiago | Provinser och kommuner i Región Metropolitana de Santiago | Provinser och kommuner i Región Metropolitana de Santiago |
| --------------------------------------------------------- | --------------------------------------------------------- | --------------------------------------------------------- | --------------------------------------------------------- |
| Provins                                                   | Huvudstad                                                 | Kommuner                                                  |                                                           |
| Chacabuco                                                 | Colina                                                    | 1 Colina                                                  |                                                           |
| Chacabuco                                                 | Colina                                                    | 2 Lampa                                                   |                                                           |
| Chacabuco                                                 | Colina                                                    | 3 Tiltil                                                  |                                                           |
| Cordillera                                                | Puente Alto                                               | 4 Pirque                                                  |                                                           |
| Cordillera                                                | Puente Alto                                               | 5 Puente Alto                                             |                                                           |
| Cordillera                                                | Puente Alto                                               | 6 San José de Maipo                                       |                                                           |
| Maipo                                                     | San Bernardo                                              | 7 Buin                                                    |                                                           |
| Maipo                                                     | San Bernardo                                              | 8 Calera de Tango                                         |                                                           |
| Maipo                                                     | San Bernardo                                              | 9 Paine                                                   |                                                           |
| Maipo                                                     | San Bernardo                                              | 10 San Bernardo                                           |                                                           |
| Melipilla                                                 | Melipilla                                                 | 11 Alhué                                                  |                                                           |
| Melipilla                                                 | Melipilla                                                 | 12 Curacaví                                               |                                                           |
| Melipilla                                                 | Melipilla                                                 | 13 María Pinto                                            |                                                           |
| Melipilla                                                 | Melipilla                                                 | 14 Melipilla                                              |                                                           |
| Melipilla                                                 | Melipilla                                                 | 15 San Pedro                                              |                                                           |
| Santiago                                                  | Santiago                                                  | 16 Cerrillos                                              |                                                           |
| Santiago                                                  | Santiago                                                  | 17 Cerro Navia                                            |                                                           |
| Santiago                                                  | Santiago                                                  | 18 Conchalí                                               |                                                           |
| Santiago                                                  | Santiago                                                  | 19 El Bosque                                              |                                                           |
| Santiago                                                  | Santiago                                                  | 20 Estación Central                                       |                                                           |
| Santiago                                                  | Santiago                                                  | 21 Huechuraba                                             |                                                           |
| Santiago                                                  | Santiago                                                  | 22 Independencia                                          |                                                           |
| Santiago                                                  | Santiago                                                  | 23 La Cisterna                                            |                                                           |
| Santiago                                                  | Santiago                                                  | 24 La Granja                                              |                                                           |
| Santiago                                                  | Santiago                                                  | 25 La Florida                                             |                                                           |
| Santiago                                                  | Santiago                                                  | 26 La Pintana                                             |                                                           |
| Santiago                                                  | Santiago                                                  | 27 La Reina                                               |                                                           |
| Santiago                                                  | Santiago                                                  | 28 Las Condes                                             |                                                           |
| Santiago                                                  | Santiago                                                  | 29 Lo Barnechea                                           |                                                           |
| Santiago                                                  | Santiago                                                  | 30 Lo Espejo                                              |                                                           |
| Santiago                                                  | Santiago                                                  | 31 Lo Prado                                               |                                                           |
| Santiago                                                  | Santiago                                                  | 32 Macul                                                  |                                                           |
| Santiago                                                  | Santiago                                                  | 33 Maipú                                                  |                                                           |
| Santiago                                                  | Santiago                                                  | 34 Ñuñoa                                                  |                                                           |
| Santiago                                                  | Santiago                                                  | 35 Pedro Aguirre Cerda                                    |                                                           |
| Santiago                                                  | Santiago                                                  | 36 Peñalolén                                              |                                                           |
| Santiago                                                  | Santiago                                                  | 37 Providencia                                            |                                                           |
| Santiago                                                  | Santiago                                                  | 38 Pudahuel                                               |                                                           |
| Santiago                                                  | Santiago                                                  | 39 Quilicura                                              |                                                           |
| Santiago                                                  | Santiago                                                  | 40 Quinta Normal                                          |                                                           |
| Santiago                                                  | Santiago                                                  | 41 Recoleta                                               |                                                           |
| Santiago                                                  | Santiago                                                  | 42 Renca                                                  |                                                           |
| Santiago                                                  | Santiago                                                  | 43 San Miguel                                             |                                                           |
| Santiago                                                  | Santiago                                                  | 44 San Joaquín                                            |                                                           |
| Santiago                                                  | Santiago                                                  | 45 San Ramón                                              |                                                           |
| Santiago                                                  | Santiago                                                  | 46 Santiago                                               |                                                           |
| Santiago                                                  | Santiago                                                  | 47 Vitacura                                               |                                                           |
| Talagante                                                 | Talagante                                                 | 48 El Monte                                               |                                                           |
| Talagante                                                 | Talagante                                                 | 49 Isla de Maipo                                          |                                                           |
| Talagante                                                 | Talagante                                                 | 50 Padre Hurtado                                          |                                                           |
| Talagante                                                 | Talagante                                                 | 51 Peñaflor                                               |                                                           |
| Talagante                                                 | Talagante                                                 | 52 Talagante                                              |                                                           |